# Şile

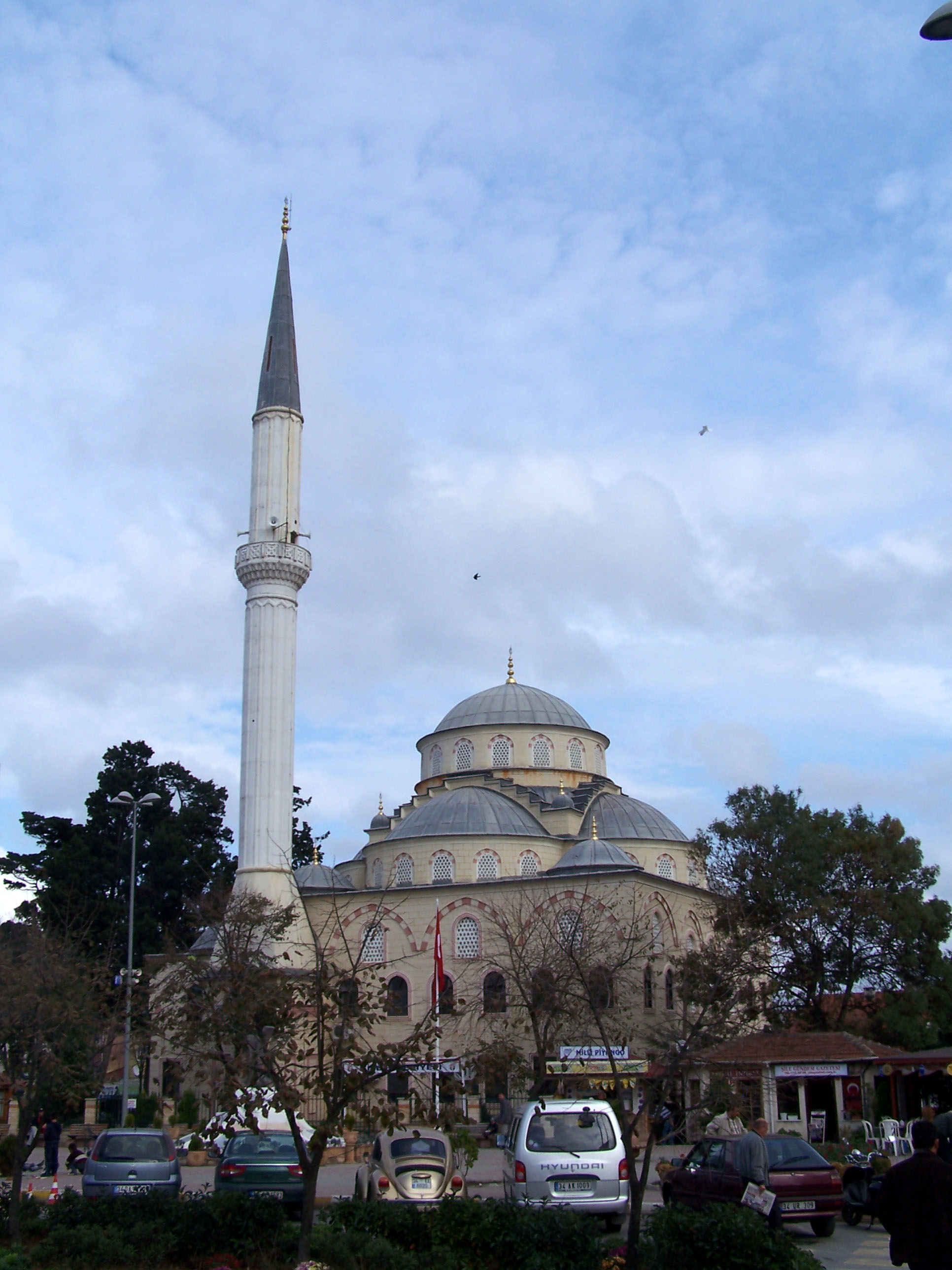
Hüseyin Keçici Moschee

Şile (türkisch; griechisch Χηλή Chilí) ist eine Stadtgemeinde (Belediye) im gleichnamigen Ilçe (Landkreis) der Provinz Istanbul in der türkischen Marmararegion und gleichzeitig ein Stadtbezirk der 1984 gebildeten Büyükşehir belediyesi İstanbul (Großstadtgemeinde/Metropolprovinz). Şile liegt auf der asiatischen Seite der Großstadt und ist seit der Gebietsreform ab 2013 flächen- und einwohnermäßig identisch mit dem Landkreis.
Das Zentrum des Stadtbezirks liegt etwa 65 km von Istanbul entfernt und ist ein Badeort am Schwarzen Meer. Şile bedeutet Majoran auf Türkisch. Es wird jedoch angenommen, dass es eine Verballhornung des ursprünglich griechischen Namens Hilea ist.

## Geografie
Der östlichste Kreis/Stadtbezirk von Istanbul grenzt im Osten und Süden an die Provinz Kocaeli, im Westen sind (im Norden beginnend) Beykoz, Çekmeköy und Pendik die Nachbarn. Der Landkreis/Stadtbezirk Şile hat die zweitgrößte Fläche der Provinz/Großstadtgemeinde und die niedrigste Einwohnerzahl, dementsprechend weist er auch die geringste Bevölkerungsdichte auf.

## Verwaltung
Der Kreis (bzw. Kaza als Vorgänger) bestand schon bei Gründung der Türkischen Republik (1923). Zur ersten Volkszählung (im Oktober 1927) wies der Kreis 13.495 Einwohner in 90 Dörfern (mit 1.030 km² Fläche) auf. Der Verwaltungssitz (damalige, an das französisch angelehnte Schreibweise: Chilé) vereinte immerhin 13 % der Kreisbevölkerung auf sich (1.814 Einw.).
(Bis) Ende 2012 bestand der Landkreis aus der Kreisstadt und 57 Dörfern (Köy) mit durchschnittlich 298 Einwohnern. Im Rahmen der Verwaltungsreform 2013/2014 wurden diese in Mahalle überführt und zu den fünf bereits vorhandenen der Kreisstadt hinzugefügt, so dass die Zahl der Mahalle auf 62 stieg. Den Mahalle steht ein Muhtar als oberster Beamter vor.
Ende 2012 lebten durchschnittlich 611 Einwohner in jedem Mahalle, nur ein einziger hatte mehr 10.000 Einwohner (Çavuş Mah., 10.040).

## Bevölkerung
Der Kreis/Stadtbezirk ist einer der wenigen Kreise mit überwiegend ländlicher Bevölkerung. Vor der Auflösung der Dörfer Ende 2012 wohnten immerhin 3.698 Menschen mehr auf dem Land als in der Kreisstadt.
Die linke Tabelle zeigt die Ergebnisse der Volkszählungen, die E-Books der Originaldokumente entnommen wurden. Diese können nach Suchdateneingabe von der Bibliotheksseite des TÜIK heruntergeladen werden.
Die rechte Tabelle zeigt die Bevölkerungsfortschreibung des Kreises/Stadtbezirks Şile. Die Daten wurden durch Abfrage über das MEDAS-System des Türkischen Statistikinstituts TÜIK nach Auswahl des Jahres und der Region ermittelt.
| Volkszählungsergebnisse | Volkszählungsergebnisse | Volkszählungsergebnisse | Volkszählungsergebnisse |
| Jahr                    | Landkreis               | Kreisstadt              | Ländlicher Anteil (%)   |
| ----------------------- | ----------------------- | ----------------------- | ----------------------- |
| 1927                    | 13.495                  | 1.814                   | 86,56                   |
| 1935                    | 15.101                  | 1.774                   | 88,25                   |
| 1940                    | 18.621                  | 2.309                   | 87,60                   |
| 1945                    | 17.688                  | 2.772                   | 84,33                   |
| 1950                    | 16.196                  | 2.012                   | 87,58                   |
| 1955                    | 16.994                  | 2.422                   | 85,75                   |
| 1960                    | 18.175                  | 2.749                   | 84,87                   |
| 1965                    | 18.098                  | 2.788                   | 84,59                   |
| 1970                    | 19.427                  | 3.448                   | 82,25                   |
| 1975                    | 18.648                  | 4.062                   | 78,22                   |
| 1980                    | 20.424                  | 4.882                   | 76,10                   |
| 1985                    | 19.310                  | 4.832                   | 74,98                   |
| 1990                    | 25.372                  | 7.872                   | 68,97                   |
| 2000                    | 32.447                  | 10.262                  | 68,37                   |

| Fortschreibungsergebnisse | Fortschreibungsergebnisse | Fortschreibungsergebnisse | Fortschreibungsergebnisse   |
| Jahr                      | Landkreis                 | Kreisstadt                | Ländlicher Anteil (%)       |
| ------------------------- | ------------------------- | ------------------------- | --------------------------- |
| 2007                      | 25.169                    | 09.831                    | 60,94                       |
| 2008                      | 28.571                    | 12.753                    | 55,36                       |
| 2009                      | 28.325                    | 12.545                    | 55,71                       |
| 2010                      | 28.119                    | 12.311                    | 56,22                       |
| 2011                      | 28.847                    | 12.851                    | 55,45                       |
| 2012                      | 30.218                    | 13.260                    | 56,12                       |
| 2013                      | 31.718                    | 31.718                    | Die Dörfer wurden aufgelöst |
| 2014                      | 32.823                    | 32.823                    | Die Dörfer wurden aufgelöst |
| 2015                      | 33.477                    | 33.477                    | Die Dörfer wurden aufgelöst |
| 2016                      | 34.241                    | 34.241                    | Die Dörfer wurden aufgelöst |
| 2017                      | 35.131                    | 35.131                    | Die Dörfer wurden aufgelöst |
| 2018                      | 36.516                    | 36.516                    | Die Dörfer wurden aufgelöst |
| 2019                      | 37.692                    | 37.692                    | Die Dörfer wurden aufgelöst |
| 2020                      | 37.904                    | 37.904                    | Die Dörfer wurden aufgelöst |

## Geschichte
Erste Spuren einer Besiedelung des Ortes stammen aus der Steinzeit. Der Ort wurde von Xenophon in seiner Anabasis erwähnt. Seit osmanischer Zeit hat der Ort einen Leuchtturm. Seit den 1980er Jahren wurden Feriensiedlungen und Hotels ausgebaut.
Als einer der ersten Orte der neugegründeten Türkischen Republik wurde Şile zu einer Belediye (Stadtgemeinde) hochgestuft, erkenntlich auch im Stadtlogo/Stadtwappen.

## Wirtschaft und Verkehr
Şile kann mit dem Auto von Ümraniye und Çekmeköy oder mit Linienbussen erreicht werden von Harem aus Linien 139 und 139A, von Tepeüstü aus Linie 139T. Von Şile aus fahren außerdem die Linien 139D und 139U ins Umland. Die Stadt ist wegen der Nähe zu Istanbul und wegen der benachbarten Sandstränden ein beliebtes Ziel für den Tourismus. Eine Attraktion für die Touristen ist das Şile Festival, das jedes Jahr im Sommer stattfindet und bei dem zahlreiche künstlerische Darbietungen gezeigt werden.
Textil-Manufaktur hat in der Stadt eine lange Tradition. Der Baumwollstoff aus Şile, der sehr leicht zart und durchscheinend ist, wird auf Handwebstühlen hergestellt. 
Seit 2003 befindet sich der Campus der privaten Işık Üniversitesi in Şile.
Die größte Klinik Şiles ist eine staatliche Institution. Alle Bereiche der Medizin sind abgedeckt.
Diverse private Polikliniken sind auch vorhanden.

## Klima
Das Klima in Şile ist im Sommer angenehm warm und im Winter relativ kalt. Die Klimatabelle zeigt die Durchschnittswerte:
| Monate                                    | Jan. | Feb. | März | April | Mai  | Juni | Juli | Aug. | Sept. | Okt. | Nov. | Dez. |
| ----------------------------------------- | ---- | ---- | ---- | ----- | ---- | ---- | ---- | ---- | ----- | ---- | ---- | ---- |
| Durchschnittliche Höchstwerte in °C       | 9,0  | 9,2  | 11,6 | 16,6  | 21,3 | 26,2 | 28,5 | 28,3 | 24,9  | 19,9 | 14,8 | 10,7 |
| Durchschnittliche Tiefstwerte in °C       | 3.6  | 3,2  | 4.6  | 8,3   | 12,4 | 16,8 | 19,4 | 19,5 | 16,0  | 12,3 | 8,3  | 5,4  |
| Durchschnittliche Anzahl der Regentage000 | 17,3 | 14,9 | 13,0 | 11,3  | 7,6  | 6,4  | 3,9  | 5,6  | 7,0   | 11,3 | 13,7 | 16,9 |

## Sehenswürdigkeiten
- Hafen mit kleinen Inseln und einer Burgruine
- Altstadt mit Märkten
- Ruine des osmanischen Leuchtturms auf einer steilen Klippe
- Natur-Amphitheater in der Stadt
- Strandhöhlen, die in der Steinzeit bewohnt waren
- Kleiner Fischerhafen mit Fischmarkt
- Hüseyin-Keçici-Moschee

## Partnerstädte
Şile ist seit 2010 mit der hessischen Stadt Idstein verpartnert.
- Barcaldine, Queensland, Australien,
- Cazin, Bosnien und Herzegowina